# Kerrick (Texas)
Kerrick est une communauté non incorporée du centre-sud des États-Unis, située dans l’État du Texas, dans le comté de Dallam, à la frontière avec l'Oklahoma.

## Géographie
Kerrick se situe dans le centre-sud des États-Unis, dans l’extrême nord de l’État du Texas, dans le comté de Dallam, à la frontière avec l'Oklahoma. 

## Météorologie
Kerrick possède le climat du centre-sud des États-Unis, c'est-à-dire un climat sec, des hivers froids et secs et des étés chaud et secs.